# Costa del Príncipe Olaf
La costa del Príncipe Olaf (en noruego: Kronprins Olav Kyst) es la porción más oriental de la costa de la Tierra de la Reina Maud en la Antártida. Se extiende desde la entrada oriental de la bahía Lutzow-Holm marcada por el ángulo de la costa en el meridiano 40° Este, hasta el glaciar Shinnan (67°55′S 44°38′E / -67.917, 44.633). Al oeste limita con la costa del Príncipe Harald y al este con la Tierra de Enderby.
En 1973 el Ministerio de Industria de Noruega, que reclama su soberanía sobre ella, dispuso correr el límite oeste de la costa del Príncipe Olaf hasta el glaciar Shirase (70°05′S 38°45′E / -70.083, 38.750). Por el este Noruega extiende esta costa hasta el límite de su reclamación con el Territorio Antártico Australiano en el meridiano 45° Este. En consonancia con el límite noruego, Australia agrega el sector de la costa del Príncipe Olaf desde los 45° Este (límite occidental de su reclamación) hasta el glaciar Shinnan a la Tierra de Enderby. Ambas reclamaciones están restringidas por los términos del Tratado Antártico.
Fue descubierta por el capitán Hjalmar Riiser-Larsen en enero de 1930, en un vuelo de reconocimiento desde el barco Norvegia, y bautizada en honor del entonces príncipe heredero y luego rey Olaf V de Noruega.
El mar que baña las costas de su reclamación en la Tierra de la Reina Maud es llamado por Noruega mar del Rey Haakon VII, pero para otros países este mar solo se extiende entre el cabo Norvegia (límite con el mar de Weddell) y el meridiano de Greenwich. El mar que baña la costa occidental de la Tierra de Enderby y parte oriental de costa del Príncipe Olaf (de 30° E a 50° E), suele ser denominado mar de los Cosmonautas, mientras que el que baña el sector occidental de la costa del Príncipe Olaf suele ser denominado mar de Riiser-Larsen.  